# Spathanthus unilateralis
Spathanthus unilateralis là một loài thực vật có hoa trong họ Rapateaceae. Loài này được (Rudge) Desv. miêu tả khoa học đầu tiên năm 1828.